# 31 aC

## Esdeveniments

### Imperi romà
- August i Marc Valeri Messala Corví són cònsols.
- 2 de setembre - Les forces de Cèsar August derroten les tropes sota el poder de Marc Antoni i Cleòpatra en la Batalla d'Àccium.
- Octavi crea la Legió XXI Rapax.
- S'acaba la construcció de la Masada.